# Adria Santana
Adria Santana (29 tháng 8 năm 1948 – 30 tháng 9 năm 2011) là một nữ diễn viên nổi tiếng hoạt động tại các nhà hát ở Cuba.

## Tiểu sử
Được đào tạo tại Trường Nghệ thuật Quốc gia, Adria Santana sớm gia nhập công ty Teatro Estudio tại Havana, và làm việc ở đây trong suốt hai mươi năm. Cô đã hợp tác với các đạo diễn Héctor Quintero, Armando Suárez del Villar, Berta Martínez, Carlos Díaz (es) và Jorge Alí Triana. Những vai diễn nổi tiếng nhất của cô là Medea, Bernarda trong Nhà của Bernarda Alba, Lalita trong Contigo, pan y cebolla, Camila trong Santa Camila de La Habana Vieja. Nhân dịp bà qua đời, đạo diễn Estorino nói:
{{Quote|Chúng tôi đã từng làm việc cùng nhau. Tôi tin tưởng cô ấy rất nhiều với tư cách là một nữ diễn viên và một người bình thường. Cô ấy ở đâu, mọi thứ đều được đảm bảo bởi sự tinh tế, nhạy cảm và trí thông minh của cô ấy. Tôi không biết liệu tôi có thể tiếp tục làm kịch mà không có Adria không.
Cô ấy tham gia nhiều phim điện ảnh, bao gồm Polvo Rojo (1982), Wild Dogs (1985), Isla Negra (1995), và Casa Vieja (2010).
Cô làm việc tại Teatro Repertorio Español ở New York, nơi cô đã giành được giải thưởng Latin ACE Award (1997) và giải Nữ diễn viên xuất sắc nhất của Liên hoan độc thoại quốc tế Miami (2001). Trong số các danh hiệu của cô ở Cuba có Giải thưởng Omar Valdés từ Liên minh Nhà văn và Nghệ sĩ Quốc gia và Huy chương Alejo Carpentier từ Hội đồng Nhà nước.

## Liên kết mở rộng
- Adria Santana trên IMDb